# 179P/Jedicke
179P/Jedicke (też Jedicke 1)  – kometa okresowa należąca do rodziny komet Jowisza.

## Odkrycie
Kometę tę 8 stycznia 1995 roku odkrył Robert Jedicke w ramach programu Spacewatch.

## Orbita komety i jej właściwości fizyczne
Orbita komety 179P/Jedicke ma kształt elipsy o mimośrodzie 0,3. Jej peryhelium znajduje się w odległości 4,08 j.a., aphelium zaś 7,70 j.a. od Słońca. Jej okres obiegu wokół Słońca wynosi 14,31 roku, nachylenie do ekliptyki to wartość 19,89˚.
Jądro tej komety ma rozmiary maks. kilku kilometrów.